# Thomas Hickey (soldat)
Pour les articles homonymes, voir Thomas Hickey.
Thomas Hickey, mort le 28 juin 1776, est un soldat de l'Armée continentale qui a été exécuté pour mutinerie et sédition au début de la guerre d'indépendance des États-Unis. Il est la première personne exécutée pour trahison contre ce qui allait devenir les États-Unis.
Hickey apparaît dans le jeu vidéo Assassin's Creed III.